# Isabel Haamel
Isabel Haamel (26 marzo 1976) è una schermitrice tedesca.

## Biografia
Ai campionati europei di scherma ha conquistato una medaglia di bronzo nella gara di spada individuale a Funchal nel 2000.

## Palmarès
In carriera ha conseguito i seguenti risultati:
- Europei di scherma

Funchal 2000: bronzo nella spada a squadre.